# Радован Антонијевић
Радован Антонијевић (Стојник, код Сопота, 11. децембар 1964) српски је педагог и универзитетски професор. Антонијевић је професор Филозофског факултета Универзитета у Београду.

## Радна биографија
Студије педагогије завршио је на Филозофском факултету у Београду 1990. године, одбраном дипломског рада на тему Различита схватања школе будућности. На истом факултету постдипломске магистарске студије завршио је 2000. године, одбраном магистарске тезе Развој биолошких појмова у основношколској настави, под менторством проф. др Живорада Цветковића. Докторску дисертацију на тему Природа и ниво повезаности знања у настави одбранио је 2005. године на Филозофском факултету у Београду, под менторством истог професора.
У периоду од 1996. до 2000. године радио је као школски педагог у ОШ 'Милорад Мића Марковић' у Малој Иванчи код Београда. Од 2001. до 2005. године био је директор ОШ 'Ђура Даничић' у Београду.
У периоду од 1990. до 1992. године, 2001. године и од 2005. до 2007. године радио је на Институту за педагошка истраживања у Београду, као истраживач сарадник, истраживач и научни сарадник. Године 2007. изабран је за доцента на Филозофском факултету у Београду, на Одељењу за педагогију и андрагогију (Катедра за општу педагогију са методологијом и историју педагогије), 2012. године за ванредног професора, а 2016. године за редовног професора. 
Био је управник Института за педагогију и андрагогију Филозофског факултета у Београду у периоду од 2010. до 2015. године и шеф Катедре за општу педагогију са методологијом и историју педагогије, од 2012. до 2015. године.
Био је члан редакције часописа Зборник Института за педагошка истраживања (М24) и актуелно је члан редакције часописа Иновације у настави (М52).
Области његовог научног интересовања су: Општа педагогија, епистемологија педагогије, интелектуално васпитањ и евалуација у образовању
На основним академским студијама педагогије (ОАС), мастер академским студијама педагогије (МАС) и докторским студијама педагогије (ДС) изводи наставу из следећих предмета: Увод у педагогију, Основе педагогије, Систем васпитања и образовања, Општа педагогија, Ваншколска педагогија, Информационе технологије у образовању, Рад са даровитим ученицима, Морални развој и морално васпитање (МАС) и Теорије интелектуалног развоја и васпитања (ДС).

## Научни пројекти
- 2001-2005: истраживач сарадник на пројекту Института за педагошка истраживања из Београда, Васпитање и образовање за изазове демократског друштва, број 1429, чију је реализацију финансирало Министарство за науку, технологију и развој Републике Србије.
- 2006-2007: научни сарадник на пројекту Института за педагошка истраживања из Београда, Образовање за друштво знања, број 149001 (2006—2010), чију је реализацију финансирало Министарство за науку и технолошки развој Републике Србије.
- 2009-2010: сарадник на пројекту Института за педагогију и андрагогију Филозофског факултета у Београду, Образовање и учење – претпоставке европских интеграција, број 149015 (2006—2010), чију је реализацију финансирало Министарство за науку и технолошки развој Републике Србије.
- 2005-2007: руководилац за Србију међународног пројекта истраживања образовних постигнућа ученика основне школе TIMSS 2007 (NRC – National Research Coordinator).
- 2011-2016: руководилац пројекта Института за педагогију и андрагогију Филозофског факултета у Београду, Модели евалуације и стратегије унапређивања квалитета образовања у Србији, број 179060 (2011—2014), чију реализацију финансира Министарство за науку и технолошки развој Републике Србије.

## Научни скупови
- 2005: Међународна научна конференција Демократија кроз образовање у Србији и региону, Београд: Институт за педагошка истраживања;
- 2005: Међународна научна конференција Развијање комуникационих компетенција наставника и ученика, Јагодина: Педагошки факултет;
- 2006: IEA International Research Conference, Washington D.C., USA: Brookings Institution;
- 2006: Међународно научно-стручна конференција Продужени и целодневни боравак у савременој основној школи, Сомбор: Педагошки факултет;
- 2006: Међународни округли сто Даровитост, интеракција и индивидуализација у настави, Вршац: Висока школа струковних студија за образовање васпитача Михајло Палов;
- 2007: Међународна научна конференција Улога образовања у смањењу последица сиромаштва на децу у земљама у транзицији, Београд: Институт за педагошка истраживања;
- 2007: Четврти међународни симпозијум Технологија, информатика и образовање за друштво учења и знања, Нови Сад: Природно-математички факултет;
- 2007: 9th Internаtional Conference Unification and Educational challenges in the Balkans, Thessaloniki, Greece: BASOPED;
- 2009: 12th International Conference Inclusive Education in the Balkan Countries: Policy and Practice, Ohrid, FYROM: BASOPED;
- 2009: Научни скуп са међународним учешћем Противуречности социјализације младих и улога образовања у афирмацији вредности културе мира, Ниш: Филозофски факултет;
- 2011: Међународни научни скуп Настава и учење - стање и проблеми, Ужице: Учитељски факултет;
- 2011: 14th International Conference Evaluation in education in the Balkan countries, Belgrade: Department of Pedagogy and Andragogy, Institute for Pedagogy and Andragogy (BASOPED);
- 2012: Даровитост и моралност: 17. округли сто о даровитима, Вршац: Висока школа струковних студија за образовање васпитача Михајло Палов;
- 2012: Међународна научна конференција Настава и учење – циљеви, стандарди и исходи, Ужице: Учитељски факултет;
- 2012: Међународни научни скуп Школа као чинилац развоја националног и културног идентитета и европских вредности: образовање и васпитање – традиција и савременост, Јагодина: Педагошки факултет;
- 2013: Методолошки проблеми истраживања даровитости: 18. округли сто о даровитима, Вршац: Висока школа струковних студија за образовање васпитача Михајло Палов;
- 2013: Јануарски дани педагога – Научни скуп Педагог између теорије и праксе, Београд: Педагошко друштво Србије и Институт за педагогију и Андрагогију Филозофског факултета;
- 2013: Међународна научна конференција Настава и учење – квалитет васпитно-образовног процеса, Ужице: Учитељски факултет;
- 2013: 4th International Conference on e-Learning, Belgrade: Metropoliten University;
- 2014: Јануарски дани педагога – Научни скуп Идентитет педагога у савременом образовању, Београд: Педагошко друштво Србије и Институт за педагогију и Андрагогију Филозофског факултета;
- 2014: Даровити и квалитет образовања: 19. округли сто о даровитима, Вршац: Висока школа струковних студија за образовање васпитача Михајло Палов;
- 2014: Међународна научна конференција Настава и учење – савремени приступи и перспективе, Ужице: Учитељски факултет;
- 2015: Међународна научна конференција Настава и учење – евалуација васпитно-образовног рада, Ужице: Учитељски факултет;
- 2015: Међународна научна конференција Изазови и дилеме професионалног развоја наставника и лидера у образовању, Београд: Институт за педагошка истраживања.